# Rostov Arena
Rostov Arena är en fotbollsarena i Rostov-na-Donu med en kapacitet på 43 702 åskådare. Arenan är FK Rostovs hemmaarena. Arenan används för fotbolls-VM 2018, till vilket arenan färdigställdes.